# Tyger Drew-Honey
Pour les articles homonymes, voir Drew et Honey.
James Tyger Drew-Honey (né le 26 janvier 1996), connu professionnellement sous le nom de Tyger Drew-Honey, est un acteur, musicien et animateur de télévision anglais. Il est connu pour son rôle de Jake Brockman dans le sitcom britannique Outnumbered.

## Biographie
Drew-Honey est un batteur accompli, ayant commencé à jouer à l'âge de sept ans ; il joue également de la guitare et du clavier.